# The Decline
The Decline è un EP del gruppo punk NOFX pubblicato su CD e LP nel 1999.
L'EP presenta una canzone soltanto, The Decline, che ha una durata di 18 minuti e 19 secondi.
La canzone venne composta in più riprese e questo rappresentò un vero incubo per il gruppo.
Ha raggiunto la posizione #200 nella classifica Billboard 200

## Tracce[1]
1. The Decline - 18:19

## Formazione
- Fat Mike - basso e voce
- Eric Melvin - chitarra
- El Hefe - chitarra e trombone
- Erik Sandin - batteria